# Jarvis Walker
Jarvis Walker (* 30. August 1966 in Detroit, Michigan) ist ein ehemaliger US-amerikanischer Basketballspieler. Walker spielte als Profi zehn Spielzeiten für den deutschen Erstligisten SSV Ratiopharm Ulm, mit dem er 1996 Deutscher Pokalsieger und 1998 Vizemeister wurde. Er war in der Bundesliga-Saison 1992/93 bester Korbschütze der Liga und erzielte im Laufe seiner Zeit in der höchsten deutschen Spielklasse insgesamt 6582 Punkte, damit lag er zum Zeitpunkt seines Abschieds aus Deutschland auf dem zweiten Platz in der ewigen Korbjägerliste der Bundesliga.

## Karriere

### College
Nach der High School in Dearborn Heights spielte Walker ab 1985 während seines Studiums an der Ferris State University für die hochschuleigene Mannschaft „Bulldogs“ in der „Great Lakes Intercollegiate Athletic Conference“ der NCAA. Mit den Bulldogs gewann Walker drei Meisterschaften dieser Conference, die als Mitglied der zweiten Division nicht auf höchstem Niveau in der NCAA angesiedelt ist. Er führte die Mannschaft einmal bis ins Viertelfinale der landesweiten Endrunde. Walker lag am Ende seiner Hochschulzeit in wichtigen Statistiken wie erzielten Punkten, Rebounds, Assists und Steals unter den besten zehn Spielern in der ewigen Bestenliste der Ferris State University. Für seine sportlichen Leistungen wurde er 2004 in die „Athletics Hall of Fame“ (deutsch Sportler-Ruhmeshalle) seiner Hochschule aufgenommen.

### Basketball-Bundesliga
1990 wechselte Walker als Profi zum SSV Ulm 1846, dessen Basketballmannschaft später aus Gründen des Sponsorings die Firma Ratiopharm mit in ihren Namen aufnahm, in die Bundesliga. Walker avancierte wegen seiner leidenschaftlichen Spielweise bald zu einem der Ulmer Publikumslieblinge. Ihn zeichneten Schnelligkeit, ein sicherer Wurf, eine gute Verteidigung sowie eine dynamische und aggressive Spielweise aus. Nach dem Erlangen des Titels als bester Bundesliga-Korbschütze in der Saison 1992/93 unterschrieb Walker einen Vierjahresvertrag bei den Ulmern, was damals eine ungewöhnlich lange Laufzeit bedeute, da einerseits der Verein wegen der Verletzungsgefahren der Spieler und andererseits die Spieler wegen der Option auf einen höher dotierten Vertrag in der NBA oder einer lukrativen südeuropäischen Liga eine kürzere Laufzeit bevorzugten. Nachdem man 1994 und 1995 das Pokalfinale verloren hatte, zog man 1996 erneut in das Endspiel ein, wo man erfolgreich Revanche für eine Ein-Punkt-Niederlage aus dem Vorjahr gegen Serienmeister Bayer Leverkusen nahm, den man nun seinerseits mit einem Punkt Unterschied besiegte und erstmals einen nationalen Titel gewann.
In der Bundesliga-Spielzeit 1996/97 verpasste die Ulmer Mannschaft erstmals nach mehreren Jahren den Einzug in die Play-offs um die deutsche Meisterschaft und konnte auch ihren Pokaltitel nicht verteidigen. Dafür stieß man in der folgenden Spielzeit erneut unter die besten vier Mannschaften im DBB-Pokal, schied jedoch im Halbfinale aus. Als Siebtplatzierter der Hauptrunde hatte man in den Play-offs der Bundesliga-Spielzeit 1997/98 einen erstaunlichen Lauf, als man nacheinander gegen die wegen ihrer Anfangsbuchstaben als „B-Teams“ bezeichneten Vereine aus Bonn, Bamberg und Berlin spielte und in die Finalserie einzog. In der Endspielserie gegen Titelverteidiger Alba Berlin blieb man gegen die bestimmende Mannschaft der Liga jedoch sieglos. Nach der Vizemeisterschaft verlief die folgende Spielzeit 1998/99 jedoch sportlich enttäuschend, als man die Hauptrunde als Tabellenzehnter beendete. Dagegen erreichte man in einem Europapokalwettbewerb erstmals ein Achtelfinale, wo man im Saporta Cup 1999 gegen den türkischen Verein Tofaş SK Bursa ausschied, der eine Runde zuvor bereits den deutschen Vertreter Herzogtel Trier besiegt hatte. Walker verließ im Anschluss zunächst die Ulmer Spatzen.
In der Bundesliga-Saison 1999/2000 strauchelte die Ulmer Mannschaft ohne Walker sportlich und beendete die Saison auf dem vorletzten Tabellenplatz. Die Klasse konnte nur durch die nicht erfolgte Lizenzerteilung für Aufsteiger Falke Nürnberg gehalten werden. Daraufhin holten die Ulmer Walker für die Bundesliga-Saison 2000/01 zurück. Doch auch mit Walker missriet die Spielzeit. Im November 2000 wurde Walker nach der Trennung von Charles Brigham zwischenzeitlich Ulmer Spielertrainer. Ab Februar 2001 sprang Walker wieder als solcher ein, da sich der Verein nach kurzer Zusammenarbeit auch von Richard Lien getrennt hatte. Am Saisonende stieg man nach nur sechs Siegen in 26 Spielen als Tabellenletzter ab. Walker wurde als „Ulmer Denkmal“ bezeichnet.
Nach seinem Karriereende als Sportler kehrte Walker, dessen Frau Danielle wie er Basketball an der Ferris State University spielte, mit seiner Familie in seine Heimat zurück und wurde in Muskegon sesshaft, wo der gelernte Sozialarbeiter in einer Chemiefabrik arbeitet. Seine beiden Töchter spielten Basketball an der Western Michigan University und sein Sohn Jarvis II an der Purdue University Fort Wayne sowie später an der University of Indianapolis.